# Diermissen
Diermissen es un apellido alemán proveniente del bajo alemán (Ostfälisches Altniederdeutsch) hablado por las tribus sajonas que se establecieron en el norte de lo que hoy es Alemania.

## Origen
Su origen se remonta a aproximadamente el año 800 a. C. en lo que actualmente es el distrito(Landkreis) de Holzminden al sur de Hannover y al suroeste de Braunschweig en Baja Sajonia (Niedersachsen), Alemania, donde aún hoy se encuentra el pueblo llamado "Dielmissen", el cual hace aproximadamente 500 años se llamaba "Diermissen". En este pueblo se originó dicho apellido, ya que como antiguamente era costumbre las personas muchas veces adoptaban el nombre de sus pueblos como apellidos.
En el pasado existía además una antigua familia noble de apellido "de Didilmissen" (von Dielmissen) que habitaba en las cercanías de Dielmissen y Bodenwerder, dicha familia se cree adoptó dicho apellido, ya que eran oriundos de este pueblo.
Según el Altdeutsches Namenbuch (Libro de antiguos nombres alemanes) el significado de este apellido es: la casa de Thiadhelm (antiguo nombre personal germánico), pues se cree que se derivó de Thiadhelmes-husen, siendo muy común la abreviación de -husen o -hausen a -sen, por lo que en esta región existen tantos pueblos que llevan el sufijo -sen en sus nombres, tales como Deilmissen, Garmissen, Algermissen, Ahlemissen, Ochtmissen, Dachtmissen, etc.

## Distribución
En la actualidad se puede encontrar el apellido "Diermissen" en países como Alemania, Chile, Argentina, Costa Rica, EE. UU., Canadá y El Salvador, a estos últimos llegó gracias a la emigración que existió de Europa a mitad y finales del siglo XIX.
Entre los siglos XVI y XIX, el apellido "Diermissen" estuvo ampliamente distribuido en Alemania por lugares como Hamburgo, Rodenberg, Grove, Stadthagen, Ronnenberg, Hannover, Bad Nenndorf, Lauenburg, Lüneburg, Uetersen, Ratzeburg etc.
Además de que durante el siglo XIX, también hubo una emigración desde Hamburgo y Bremen hacia Londres, Inglaterra y de allí a Costa Rica, de donde posteriormente se desplazó a El Salvador, USA y Canadá.